# Tell Johfiyeh
Tell Johfiyeh (2200 î.Hr.) este un sit arheologic aflat în apropierea localității Johfiyeh din Iordania, la 7,5 km sud-vest de Irbid.